# 哈日杏子
哈日 杏子（ハーリー・シンズ）は、台湾の漫画家、紀行作家、エッセイスト。台北市出身。女性。日本の書籍では日本語読みでハニチキョウコと振り仮名が振られており、この名で呼ばれる事が多いが、本人のブログをはじめ、一部でハーリーキョウコ（HARI-KYOKO）と仮名を振る場合やハーリー杏子と表記される場合もある。

## 経歴・人物
台北市生まれ。デザイン科卒。幼少時より漫画家、小説家を志望し、中学生から投稿し始めたのをきっかけに、19歳の時に4コマ漫画「阿杏」でデビュー。
1996年、4コマ漫画集「早安日本」の中で、「哈日症（＝日本が大好き病）」の言葉を創作し、台湾全土に広めた。訪日歴は100回以上、日本滞在日数は約2000日に及ぶ。特に日本の「カワイイ」に目がなく、リカちゃん、ジェニー等の着せ替え人形やペコちゃんには「日本の玩具文化の真髄がある」と常に注目している。
婉曲表現や敬語などの日本語の独特の魅力や和菓子などのグルメ文化を筆頭に、興味を持つ分野は幅広い。
経歴：文具やカード製品のデザイナ、幼稚園の美術先生、留学センター顧問、イラストレーター、商品開発、作家、同時通訳、翻訳、台北角川漫画スグールカードゲームクラス専門通訳、フリーライター。
ハーリー症になって、20年。ハーリー症になったお陰で、沢山の人々や感動に出会って、楽しい毎日です。これからもこの一生治れないハーリーライフスタイルを続き、日本の情報を発信していきます。
2016年8月現在、著作は36冊（内27冊が台湾での出版。「我得了哈日症」、「東京好好玩」、「公仔出沒注意」など）。日本国内では「ニッポン中毒」、「爆烈台北」、「哈日杏子のこだわり台湾案内」、「GO!GO!台北」、「GO!GO!台湾食堂」、「GO!GO!高雄」の9冊が刊行されている。典型的な「矛盾」の双子座、「固執」のO型。日本で必ず訪問する場所は、高岩寺のとげぬき地蔵。日本語検定1級。
2010年4月、福岡県のウェブサイトより「福岡達人旅行団」団長に任命される。2010年11月30日、高知県観光特使に任命。
2011年、台湾高雄市政府主催「2011年高雄夏日活動」の「ブロガー日記」入選。

## 主な著書

### 中国語著作
- 早安日本1（1996年、尖端出版）
- 東京自由行1（1996年、尖端出版）
- 阿杏（1997年、尖端出版）
- 減肥抽油站（1997年、時報出版）
- 早安日本2（1998年、尖端出版）
- 我得了哈日症（1998年、時報出版）
- 我要去東京（1998年、時報出版）
- 哈日事件紀錄簿（1998年、時報出版）
- 東京自由行2（1999年、尖端出版）
- 遊學日本最好玩（1999年、皇冠出版）
- 坐山手線遊東京（1999年、皇冠出版）
- 橫濱自由行（2000年、尖端出版）
- 東京都內主題店自由行（2000年、尖端出版）
- 坐地下鐵遊東京（2000年、皇冠出版）
- 戀戀北海道（2000年、皇冠出版）
- 杏子的娃娃屋 （2000年、商周出版）
- 哈日旅行團（2000年、時報出版）
- 哈日救命丹（2001年、時報出版）
- 玩大阪一級棒（2002年、行遍天下出版）
- 哈日鑑定團（2003年、智慧出版）
- 是誰偷走我的脂肪（2003年、香港灣岸出版）
- 東京好好玩（2006年、台灣角川出版）
- 大阪好好玩（2007年5月、台灣角川出版）
- 東京好好玩07年版（2007年5月、台灣角川出版）
- 北海道好好玩（2007年11月、台灣角川出版）
- 公仔出沒注意（2008年12月、圓神出版）
- 一日劵萬歲！哈日杏子帶你京阪和慢慢走（2014年10月、流行風出版）
- 大人的東京休日：哈日杏子嚴選‧90個食宿旅新提案（2015年6月、流行風出版）

### 翻訳作品
- 感動犬／2010年1月／布克出版
- 愛上鋼珠筆可愛彩繪／2010年2月／三采文化
- 一把剪刀就可完成昆蟲館（切り紙昆虫館）／2010年9月／三采文化出版
- 月之誓約與原書的公主 1(ライトノベル)／青文出版／2014年5月
- 武裝妖精FAIRY 1(ライトノベル／青文出版／2014年9月

### 日本語著作
- 哈日杏子のニッポン中毒（2001年、小学館）
- 爆烈台北（2002年、アルク出版）
- GO!GO!台北（2002年、まどか出版）ISBN 9784944235094
- GO!GO!台湾食堂（2004年、まどか出版）ISBN 9784944235216
- 哈日杏子のこだわり台湾案内（2006年、産業編集センター）ISBN 491619991X
- GO!GO!台湾食堂改訂新版（2007年7月、まどか出版）
- GO!GO!台湾食堂またもや改訂新版（2009年11月、まどか出版）ISBN 9784944235483
- GO!GO!高雄（2010年3月18日、まどか出版）ISBN 9784944235490
- GO!GO!台北なう（2010年12月24日、まどか出版）ISBN 9784944235544